# برایان مارشال
برایان مارشال زادهٔ ۱۹ مهٔ ۱۹۳۸ در گذشته ۲۵ ژوئن ۲۰۱۹ هنرپیشه اهل انگلستان بود.

## گزیدهٔ نقش‌آفرینی‌ها
- الفی (۱۹۶۶)
- جادوگران (۱۹۶۶)
- جاسوسی که دوستم داشت (۱۹۷۷)
- آزادشده (۱۹۷۸)
- جمعه خوب طولانی (۱۹۸۰)
- بلیس (۱۹۸۵)
- مجازاتگر (۱۹۸۹)